# Macromitrium xenizon
Macromitrium xenizon là một loài rêu trong họ Orthotrichaceae. Loài này được B. H. Allen & W.R. Buck mô tả khoa học đầu tiên năm 2003.